# L'Émoi du jazz
L'Émoi du jazz by Dez Gad (EDJ), est un festival de musique en Côte d'Ivoire organisé chaque année au mois de mai depuis 2009. L'évènement s'est pérennisé au fil du temps pour être aujourd'hui considéré comme le plus grand festival de jazz en Côte d'Ivoire.
Fondée par le jazzman ivoirien Dez Gad (Désiré Coffi Gadeau), les artistes qui prennent part à ce festival sont aussi bien des artistes internationaux, des jeunes découvertes ou encore des artistes de la scène locale.

## Description
L’objectif du festival est de contribuer à la favorisation et la diffusion de toutes les œuvres africaines. C'est aussi un moyen de permettre les contacts et les échanges entre professionnels du jazz et les amoureux. Ceci dans le but de contribuer à l'essor, au développement et à la sauvegarde du jazz en Afrique, en tant que moyen d'expression, d'éducation et de conscientisation.
Chaque année, l'émoi de jazz reçoit des milliers de festivaliers sous le slogan "Que du love!".

## Programmation
Ce festival a accueilli de nombreux artistes de renommée internationale tels que:
1. Dez Gad ;
2. Paco Séry ;
3. Anne Paceo ;
4. David Reinhardt ;
5. Lionel Loueke ;
6. Seun Kuti & Egypt 80 ;
7. The Soul Jazz Orchestra ;
8. Linley Marthe ;
9. Didier Lockwood ;
10. Somi ;
11. Lisa Simone ;
12. Sona Jobarteh ;
13. Cheick Tidiane Seck ;
14. Yilian Cañizares ;
15. Jowee Omicil ;
16. Gregory Privat ;
17. Sonny Troupé ;
18. Werewere Liking ;
19. Dobet Gnahoré ;
20. Natascha Rodgers ;
21. Samy Thiébault ;
22. Deep Forest ;
23. Scott Tixier ;
24. Félix Sabal-Lecco ;
25. Mimi Lorenzini ;
26. Meiway ;
27. Jamal Thomas Band ;
28. Kajeem ;
29. Yodé & Siro ;
30. Espoir 2000 ;
31. Didier Bilé ;
32. Suzanne Alt ;
33. Yacine Boulares ;
34. Jahelle Bonee ;
35. Conny Schneider ;
36. Rachel Ratsizafi ;
37. Laurent Digbeu ;
38. Rocco Zifarelli ;
39. Tina Mweni ;
40. Venus Tunes Live ;
41. Francis Lassus ;
42. Sarah Reid ;
43. Ruth Tafebe ;
44. Carlos Gbaguidi ;
45. Azouhouni ;
46. DJ Reedo ;
47. DJ Suspect ;
48. Santé Ngo Hiol ;
49. Carlos Gbaguidi ;
50. Laurent Noah ;
51. Steeven[Lequel ?] ;
52. Trinity Band ;
53. Alain Mechoulam ;
54. Steeven Amoikon
55. Tehui ;
56. PO[Lequel ?] ;
57. Mrs Blues.

## Historique
Désiré Coffi Gadeau (16 avril 1955 - 30 avril 2014) dit « Dez Gad » crée en 2004 à Abidjan la Caravane du Jazz. Cette caravane se déplace à Abidjan, Yamoussokro et Grand Bassam pour démocratiser le Jazz auprès des populations locales. En 2006, Désiré Coffi Gadeau ouvre le Musci’All pour  accueillir les musiciens et les amoureux du jazz. À cette occasion, l’américain Russel Gun se produit pour la première fois en Côte d’Ivoire aux côtés de l’Ivoirien Narcisse Akou, véritable ami de DEZ GAD.
C’était le début d’une longue et belle aventure. En effet plusieurs autres grandes pointures ont, tour à tour, joué sur la scène du Music’All.
Fort de l’engouement du public, il lance pour la première fois en 2009, la première édition du Festival dénommé "L’émoi du Jazz" qui deviendra en 10 ans, le plus grand festival de Jazz de Côte d’Ivoire.
Dez Gad , grand passionné de Jazz, a tiré sa révérence le 30 avril 2014, à Abidjan, au soir de la journée mondiale du Jazz.
Aujourd’hui, sa famille pérennise son œuvre et sa vision de défendre le patrimoine culturel ivoirien à travers le jazz et ses musiques dérivés.

## Prix «Parfum de Femme»
Au fil des ans, le festival a créé un prix pour honorer l’engagement des femmes dans la culture en Côte d’Ivoire. 

### 8eédition (2018)
- Lors de la 8e édition le trophée a été reçu par Madame Gadeau Henriette en guise de reconnaissance pour sa mobilisation à valoriser l’œuvre de Dez Gad par la promotion du Jazz[5].

### 9eédition (2019)
- Pour sa 9e édition, le prix «Parfum de Femme» a été remis à Madame Wêrê Wêrê Liking Gnepo pour honorer et souligner sa contribution dans les Arts et la culture de Côte d’Ivoire[6].

## Concours de jazz
Sont listés ci-dessous les récipiendaires du concours qui a lieu depuis 2016.Ce concours est organisé en partenariat avec l’UNESCO.
| Année | Dénomination               | Vainqueur                  | Titre                                                       |
| ----- | -------------------------- | -------------------------- | ----------------------------------------------------------- |
| 2016  | Le Concours EDJ-Contest    | Overcomers (Jean Ebo trio) | Version jazz du titre «1er gaou» du groupe Magic Système    |
| 2017  | Le Concours «Jazz-Zouglou» | Ethan Groove               | Version jazz du titre «victoire» du groupe Yodé & Siro      |
| 2018  | Le Concours «Jazz-Zouglou» | Balako                     | Version jazz du titre «abidjan farot» du groupe Espoir 2000 |
| 2019  | Le Concours «Jazz-Zouglou» | Black Band                 | version jazz du titre «gboglo» de Didier Bilé               |